# Nina Carter
Nina Carter (Solihull, 4 oktober 1952) is een Brits voormalig fotomodel en zangeres.

## Levensloop
Carter groeide op in Birmingham en Bournemouth en werd bekend als page-three girl. In die hoedanigheid zong ze ook in het bandje Blonde in Blonde, samen met medefotomodel Jilly Johnson. Ze zong in een achtergrondkoortje bij de opnamen van Rick Wakemans single Folies Bergeres. Ze raakten verliefd en trouwden. Na enkele omzwervingen verhuisden ze naar het eiland Man, een Brits belastingparadijs. Ze kochten daar voor 250.000 Britse ponden een huis en richtten in een voormalige varkensstal een geluidsstudio in. Carter verzorgde de sterren die aldaar kwamen opnemen; David Bowie, Chaka Khan, John Entwistle en Chrissie Hynde waren haar gasten. Het gezin Wakeman bekeerde zich tot het Christendom en gaven onder haar mans naam een aantal relirockalbums uit. In 2000 kwam een eind aan een huwelijk, volgens Rick Wakeman mocht hij drie koffers pakken en vertrekken. Pas in 2004 werd de officiële scheiding uitgesproken.
Na het vertrek van Rick begeleidde ze filmacteurs bij films die op het eiland werden opgenomen, maar ze zou het huis toch verkopen en vertrok weer naar Engeland. Kinderen uit het huwelijk met Rick Wakeman zijn Jemma Wakeman en Oscar Wakeman.

## Discografie

### Albums
- 1978: Blonde in Blonde
- 1979: And How!

### Singles
- 1977: Subway met Summer Love
- 1978: You can call it a miracle met Crossline
- 1978: The letter
- 1979: Whole Lotta Love met Make me smile.

## Films
- 1981: An American Werewolf in London (cameo)
- 1998: This is your life met Rick Wakeman
- 2003: The curse of page 3
- 2004: Libertine
- 2004: GMTV